# Luis de Córdova y Córdova
Luis de Córdova y Córdova (Sevilla, 8 de febrero de 1706-San Fernando, Cádiz; 29 de julio de 1796) fue un marino y militar español del siglo XVIII, 2.º Capitán General de la Real Armada Española.

## Biografía

### Juventud
Hijo de Juan de Córdova Lasso de la Vega y Puente Verastegui, marino y caballero de la Orden de Calatrava, y de Clemencia de Córdova-Lasso de la Vega y Ventimiglia, hija del I marqués del Vado del Maestre. Fue bautizado en la parroquia de San Miguel, en Sevilla, el 12 de febrero de 1706. Desde muy joven sintió inclinación por la mar: a los 11 años comenzó su vida marinera acompañando a su padre, capitán de navío, y poco antes de los 13 ya había realizado dos viajes a América.
Sentó plaza de guardiamarina en la compañía del departamento de Cádiz, en 1721, y en 1723 ascendió a alférez de fragata. Sirvió con brillantez en los primeros grados del escalafón, prestando servicios en navegaciones, comisiones y acciones de guerra que merecieron la aprobación de sus superiores y el aprecio del rey Felipe V. 

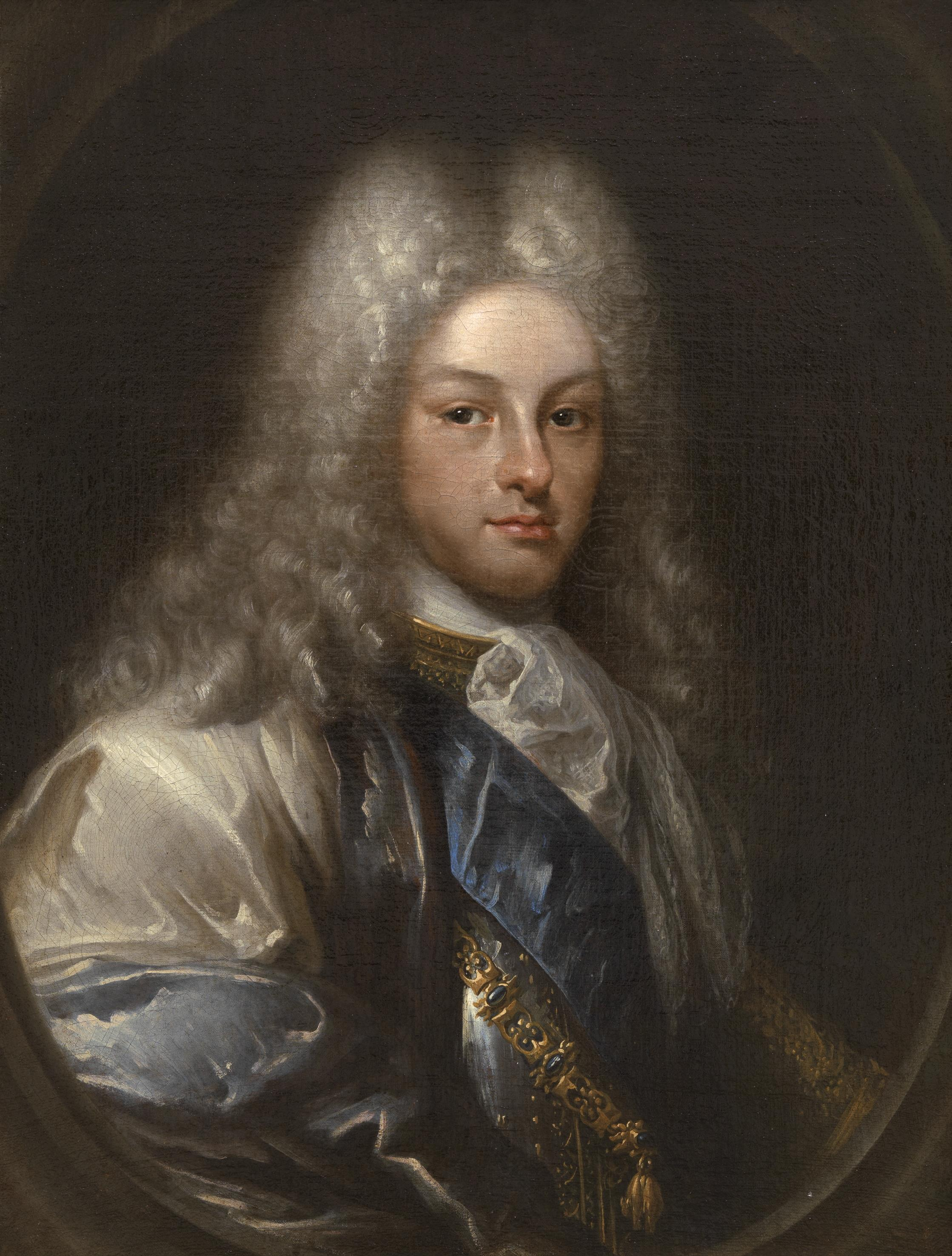
El rey Felipe V.

En 1730 fue elegido para escoltar al infante Carlos de Borbón en su viaje a Italia. Ascendió a alférez de navío en 1731 y a teniente de fragata en 1732, año en que participó de la toma de Orán. Dos años más tarde lo haría en la reconquista de Nápoles y Sicilia.

### La orden de Calatrava
En 1735 ascendió a teniente de navío y en agosto de 1740 a capitán de fragata. Este mismo año tomó parte en las luchas contra los piratas argelinos en el Mediterráneo. Fue nombrado capitán de navío en 1747, y al mando del navío América, en unión con el Dragón (ambos de 60 cañones), a las órdenes de Pedro Fitz-James Stuart (después marqués de San Leonardo), trabaron combate cerca del cabo de San Vicente contra los navíos argelinos Danzik (60 cañones) y Castillo Nuevo (54), el primero capitana de Argel. El Castillo Nuevo se retiró a las primeras descargas, pero el Danzik siguió combatiendo cerca de 30 horas en el espacio de cuatro días, hasta perder la mitad de su dotación. Hecho una criba arrió su bandera y hubo que quemarlo al no poderse utilizar. Se rescataron cincuenta cautivos cristianos. Por esta acción concedió el rey Fernando VI a Córdoba una encomienda de la Orden de Calatrava.

### América e Inglaterra

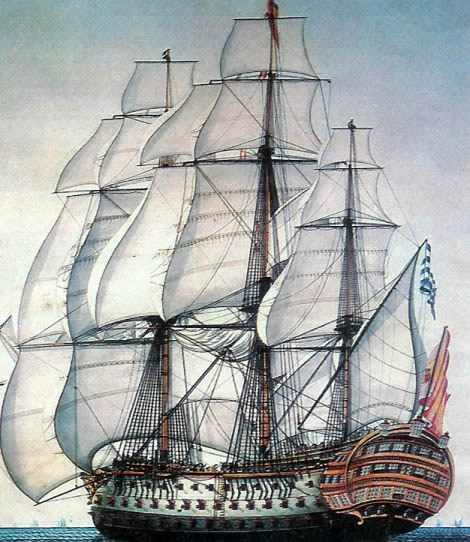
El navío Santísima Trinidad con sus cuatro puentes y 136 cañones. Museo Naval de Madrid.

Más adelante tomó parte en la escolta de diversos convoyes de la Carrera de Indias, y en el período 1754-1758 tuvo unas destacadas actuaciones en las que combatió el contrabando en Cartagena de Indias. Al no existir por entonces el grado de brigadier, que se creó en 1773, ascendió directamente a jefe de escuadra el 13 de julio de 1760.
Tomó entonces el mando de una escuadra con la que efectuó múltiples navegaciones, sobre todo por aguas de Norteamérica, y con la que participó en diversas comisiones, como la parada de gala realizada en 1765 en aguas de Cartagena para festejar diversos acontecimientos. Finalizó el mando de dicha escuadra a su retorno a Cádiz en marzo de 1774, y en diciembre de ese mismo año ascendió a teniente general, a los 68 años de edad.
Aliada España con Francia por los pactos de familia, en plena guerra de independencia norteamericana Luis de Córdova fue nombrado comandante de una escuadra española, que se unió a la escuadra francesa de Louis Guillouet d'Orvilliers cuando en junio de 1779 fue declarada la guerra a Inglaterra. La escuadra combinada franco-española, en la que se contaban 68 navíos -de los que el español Santísima Trinidad portaba la insignia de Córdova-, entró en el Canal de la Mancha para intentar la invasión de las islas británicas en agosto de 1779, aunque obtuvo pobres resultados: la retirada de la Royal Navy a sus puertos, causando el colapso del comercio británico, y la captura del navío inglés Ardent, de 74 cañones, que quedó rezagado.

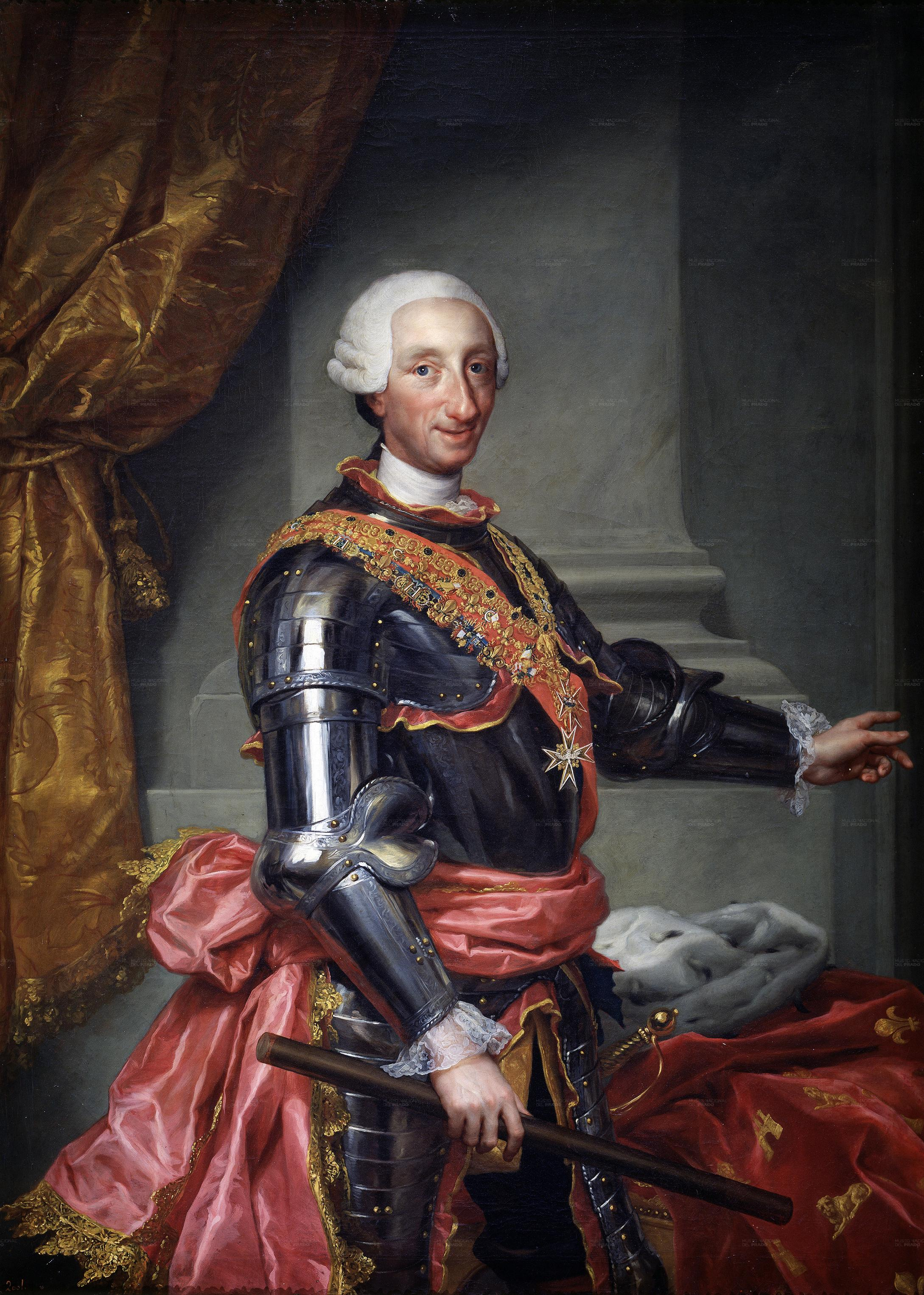
El rey Carlos III.

Por esta campaña meritoria recibió Córdova como obsequio del rey Luis XVI de Francia una caja de oro ricamente guarnecida de brillantes con la expresiva dedicatoria "Luis a Luis". Por su parte, el rey de España le concedió la Gran Cruz de Carlos III, por aquella época la más valiosa distinción. 

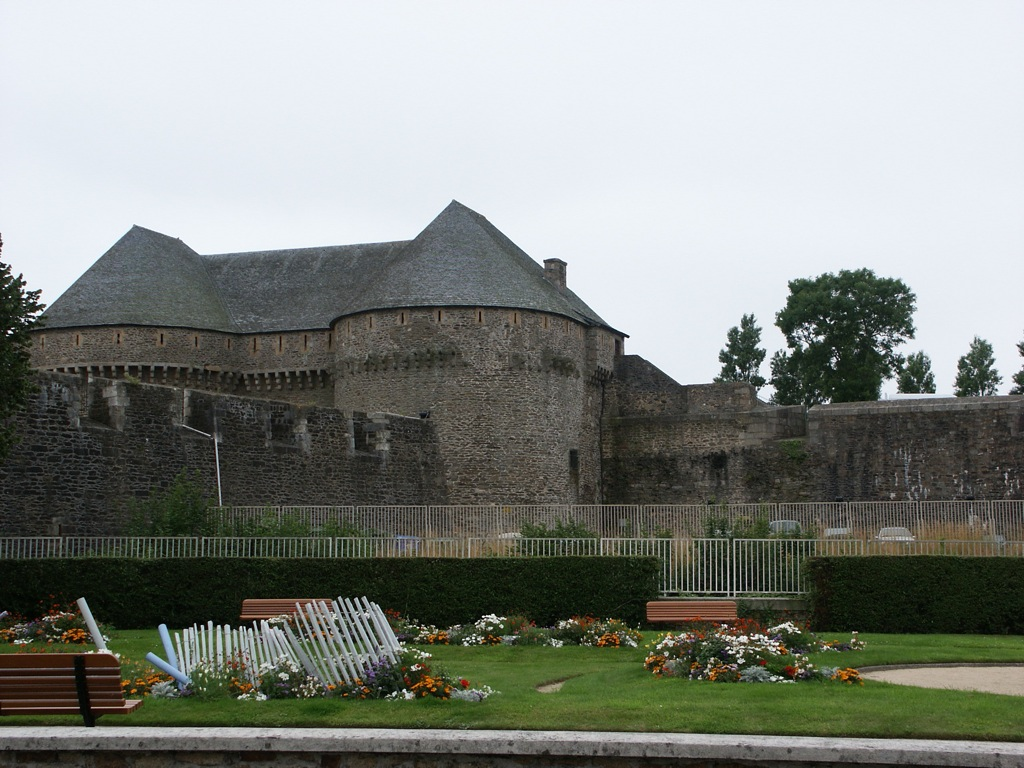
Castillo de Brest.

Los frutos de esta campaña fueron, sin embargo, escasos, ya que surgieron diferencias de opinión entre el mando francés y el español. El primero quería a toda costa destruir primeramente la escuadra enemiga, para después efectuar el desembarco proyectado en la Gran Bretaña. El español abogaba por realizar inmediatamente el desembarco, basándose en que la escuadra enemiga no estaba en condiciones de evitarlo. Al final no hubo desembarco, y los hechos dieron la razón a los españoles. Con acciones aisladas, los ingleses entorpecieron las actuaciones de la flota combinada y lograron prepararse para hacer frente a la situación, lo que unido al mal tiempo, al escorbuto y a una epidemia de tifus que afectó a las dotaciones, hizo desistir a la escuadra aliada, que se retiró a Brest.
El general francés, conde de Guichen, se admiraba de que Córdova tomase ciertas precauciones de mal tiempo cuando aún lo hacía bueno y, por el contrario, que mandase suspenderlas cuando todavía se estaba en lo que eran finales de un temporal y a ellos les parecía plena fuerza de él. Preguntó el almirante francés a Mazarredo de dónde provenía semejante previsión y el mayor general le enseñó los barómetros marinos que los buques españoles habían empezado a usar cuando aún no los tenían los aliados franceses.

### Director general de la Armada
En aquella época, Luis de Córdova ya tenía 73 años de edad, y muchos franceses opinaban que, si bien en el pasado había sido un buen oficial, ya era muy viejo y le fallaba la cabeza. Pero Floridablanca, en una carta a Aranda fechada el 27 de noviembre de 1779, decía que le parecía que "el viejo es más alentado y sufrido que los señoritos de Brest", y añadía que ninguno de sus detractores había podido adelantar, mejorar o rectificar ninguno de sus planes de acción. Debido a ello, el 7 de febrero de 1780 fue nombrado director general de la Armada.
Mandando Córdova la misma escuadra combinada y sobre el cabo de Santa María, el 9 de agosto de 1780, con 27 navíos a su mando, apresó un rico convoy británico de 57 fragatas cargadas para el ejército inglés en Norteamérica y la India, escoltado por tres fragatas de guerra que pasaron a la Marina Real de España con los nombres de Colón, Santa Balbina y Santa Paula. Este golpe logístico ha quedado como el mayor sufrido en toda la historia por la Royal Navy: capturó uno de los más grandes y ricos convoyes que partió jamás de Portsmouth. Córdoba hizo aquel día 3.000 prisioneros de las dotaciones, más 1800 soldados de las compañías reales de las Indias Orientales y Occidentales, valuándose el botín capturado, de mercancías y municiones, en 1 millón de duros. Pese a la persecución de que fue objeto por parte de las fuerzas navales enemigas, que constituían la protección más lejana del convoy, logró conducir sus presas a Cádiz, lo que tuvo gran eco en la prensa de la época y le convirtió en un héroe del momento.
En la campaña de 1781, asimismo en el canal de la Mancha, sufrió la escuadra violentos temporales sin experimentar descalabros y males de consideración, gracias a las acertadas disposiciones que tomó el general Córdova secundado por su mayor general José de Mazarredo. En dicha campaña también le cupo el éxito de apresar otro convoy británico de 24 barcos y llevarlo a Brest.
En estas navegaciones y combates sobresalió la buena instrucción de las dotaciones españolas, fruto de los desvelos del mayor general secundado eficazmente por Escaño, a la sazón ayudante de la mayoría. Se empezaban a sentir, antes de que fuesen publicadas, los efectos de lo que había de convertirse después en las Ordenanzas de la Armada, producto del laborioso trabajo y la experiencia de esos dos eminentes marinos.

### El bloqueo de Gibraltar

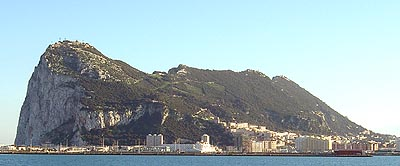
Gibraltar.

De regreso a España, en 1782 mandó las fuerzas navales combinadas que se habían reunido en la bahía de Algeciras para bloquear Gibraltar e intentar su toma. Participó con ataques directos a la plaza, en la ocasión en que Antonio Barceló mandaba las empleadas directamente en el ataque a corta distancia, y después se produjo el ataque de las baterías flotantes, a las órdenes del general Ventura Moreno Zavala, apoyó con los fuegos de sus buques de este desgraciado ataque del invento del francés d’Arçon. Cuando fueron incendiadas éstas por las balas rojas de los defensores, envió sus embarcaciones menores a apagar los fuegos y salvar a las dotaciones. En los incendios y voladuras de estas pesadas baterías, en teoría insumergibles e incombustibles, con circulación de agua "como la sangre por el cuerpo humano", hubo 338 muertos, 638 heridos, 80 ahogados y 335 prisioneros. Pero los efectos fueron superados en mucho por el bombardeo de las lanchas cañoneras inventadas por Barceló, que lo hacían efectivo.
Continuó el bloqueo de Gibraltar, que era defendida por el gobernador Elliot. Los barcos permanecían en el mar y sólo tomaban refugio en Algeciras con tiempos duros. La situación de la plaza llegó a ser muy apurada, por lo que los ingleses decidieron enviar un gran convoy, escoltado por una fuerza de 30 navíos al mando del almirante Richard Howe. El inglés entró en el Mediterráneo corriendo un temporal del sudoeste y Córdova salió a su encuentro, pero Howe aprovechó el temporal y logró introducir en la plaza los barcos del convoy con los tan ansiados recursos, sin que Córdova pudiese evitarlo. En el temporal se perdió un navío español, el San Miguel, arrojado por la tempestad bajo los mismos muros de Gibraltar, y otros barcos españoles sufrieron muchas averías.
Cuando lord Howe volvía al Atlántico, Córdoba le salió de nuevo al paso y el 20 de octubre de 1782 se trabó la batalla del cabo Espartel. Los británicos admiraron "el modo de maniobrar de los españoles, su pronta línea de combate, la veloz colocación del navío insignia en el centro de la fuerza y la oportunidad con que forzó la vela la retaguardia acortando las distancias".
Tras cinco horas de combate indeciso, los 34 buques británicos, de más andar que los 46 hispanofranceses, rehuyeron continuarlo. El coloso español, el navío Santísima Trinidad, sólo pudo hacer una descarga completa de todas sus baterías.
Se firmó la paz con la Gran Bretaña el 30 de enero de 1783, por la que se restituía a España la isla de Menorca y la Florida. El rey premió los servicios de Córdoba nombrándole director general de la Armada el 7 de febrero de 1783 y poco después capitán general. Córdova arrió su insignia de la escuadra combinada el 1 de mayo siguiente.
El 2 de julio de 1786 puso la primera piedra del Panteón de Marinos Ilustres de la Isla de León (hoy San Fernando), localidad en la que falleció el 29 de julio de 1796, a los 90 años de edad, siendo enterrado en la iglesia de San Francisco de dicha localidad. En 1851 se decretó el traslado de sus restos al Panteón de Marinos Ilustres, lo que tuvo cumplimiento en 1870.

## Descendencia
Luis de Córdova y Córdova, casado con María Andrea de Romay, tuvo un hijo, Antonio de Córdova y Romay, que también ingresó en la Armada y falleció en 1782 tras haber alcanzado el grado de brigadier.

## Otros honores

### Eponimia
- Cordova (Alaska): nombrada en 1790, por el explorador español Salvador Fidalgo.